# Ordre de Saint-Georges (Bavière)
L'ordre de Saint-Georges de Bavière, en allemand Königlich Bayerischer Haus-Ritter-Orden vom Heiligen Georg, est un ordre militaire renouvelé en 1729 par Charles-Albert, duc de Bavière, plus tard l’empereur Charles VII, qui existait déjà du temps des croisades.
Le pape Benoît III l’approuva par une bulle. L’électeur Charles-Théodore lui donna, en 1778, de nouveaux statuts. Pour y être admis, il fallait faire preuve d’une ancienne noblesse, jurer de défendre la religion catholique, l’immaculée conception, et de prendre les armes nu commandement du grand maître. 
Les statuts ont été révisés de nouveau, le 25 février 1827, par le roi Louis. Le roi est grand maître, le prince royal premier grand prieur ; tous les autres princes de la famille royale sont prieurs. L’ordre se divise en deux langues ou classes, la langue allemande et la langue étrangère. Les membres forment trois classes : grands commandeurs, commandeurs, chevaliers. Le nombre des premiers est fixé à 6, celui des seconds à 12. Le grand maître a en outre le droit de nommer des grands commandeurs et des commandeurs honoraires parmi les chevaliers.
L’ordre a aussi, depuis 1741, une classe de membres ecclésiastiques, qui consiste en un évêque, un prévôt et 4 doyens et chapelains.
La fête de l’ordre est célébrée deux fois par an, le jour de Saint-Georges (24 avril), et le jour de la Conception (8 décembre). Les membres doivent y assister en costume de cérémonie.

## Source
« Ordre de Saint-Georges (Bavière) », dans Pierre Larousse, Grand dictionnaire universel du XIXe siècle, Paris, Administration du grand dictionnaire universel, 15 vol., 1863-1890 [détail des éditions].
- VIAF
- GND